# Бэгли, Тим
Ти́моти Хью Бэ́гли (англ. Timothy Hugh Bagley) — американский актёр и комик. Играл эпизодические роли в таких телесериалах, как «Уилл и Грейс», «Хоуп и Глория», «Как сказал Джим», «Король Квинса», «Детектив Монк», «Помоги мне, помоги себе», «Спасибо за покупку», «Перлы моего отца», а также исполнил роль Ричарда Прэтта в телесериале Showtime «Интернет-терапия». Снимался в эпизодической роли директора Тоби Пирсона в телесериале «Училки» и Питера в сериале Netflix «Грейс и Фрэнки».

## Биография
Родился в Миннеаполисе, Миннесота, жил в Мадисоне и Тремпело, Висконсин, и в Найлсе, Мичиган, с его родителями, Кэрол и Элвином, и четырьмя братьями и сёстрами (Энн, Патрик, Кит и Дэн). После окончания средней школы переехал на юг Калифорнии, где выступал с музыкальной группой «The Young Americans» и параллельно учился в Государственном Калифорнийском университете в Фуллертоне по специальности художественные дисциплины с уклоном на психологию.
После окончания университета подрабатывал официантом в особняке Playboy, танцевал в составе танцевального коллектива Митци Гейнор, работал помощником в компании Paramount Studios и чтецом в колледже судебных стенографистов. Затем начал обучаться актёрскому мастерству у Гордона Ханта, Нины Фох, Говарда Файна и комедийной труппы «The Groundlings», в составе которой он выступал с 1989 по 1995 год.
В 1994 году получил свою первую роль в кино в фильме «Маска», где сыграл механика Ирва. В 1995 году исполнил свою первую постоянную роль в телесериале Showtime «Howie Mandel’s Sunny Skies».

## Карьера

### Комедия

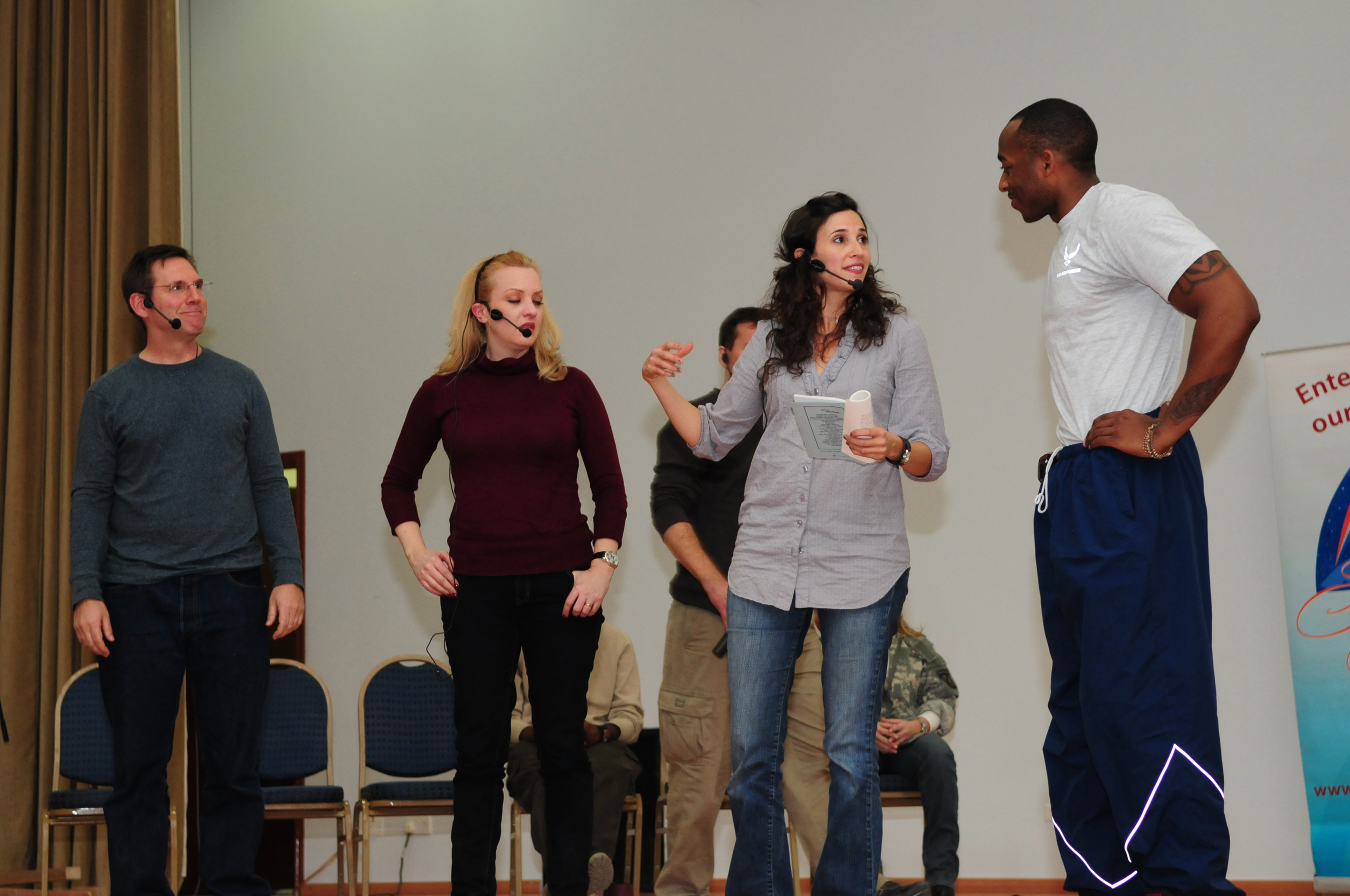
Бэгли (крайний слева) вместе с другими комиками на сцене в 2010 году

В 1989 году начал обучение в составе комедийной труппы «The Groundlings», которая специализировалась на импровизации и скетчах, и вскоре стал писать сценарии и выступать в театре Main Stage Company. Несмотря на то что Тим ушёл из театра в середине 1990-х годов, он регулярно выступает в импровизационном шоу труппы — «Cookin' with Gas». В 1995 году покинул «The Groundlings» и сосредоточился на телевидении. После гостевых ролей в телесериалах «Диагноз: убийство» и «Сайнфелд» получил постоянную роль в сериале Showtime «Howie Mandel’s Sunny Skies».

### Телевидение
После его появления на телевидении в 1990-х годах, он стал сниматься в гостевых ролях в таких телесериалах, как «Сайнфелд», «Крылья», «Дарма и Грег», «Как сказал Джим», «Умерь свой энтузиазм», «Секретные материалы», «Непредсказуемая Сьюзан», «Скорая помощь», «Эллен», «Третья планета от Солнца», «Няня» и «Отчаянные домохозяйки».
Также играл постоянные и эпизодические роли в сериалах «Король Квинса», «Хоуп и Глория», «Strip Mall», «Седьмое небо» и исполнял роль Гарольда Креншоу в нескольких эпизодах сериала «Детектив Монк». Наиболее известен по роли Ларри в сериале «Уилл и Грейс».
Кроме того, вместе с Лизой Кудроу и Виктором Гарбером снимался в сериале «Интернет-терапия», создателем которого является Лиза Кудроу, а телеканал Showtime, в свою очередь, адаптировал его в полуторачасовое шоу. В 2016 году снялся в сериале TV Land «Училки» в роли директора Пирсона.

### Кино
Помимо независимого кино снимался в высокобюджетных фильмах: «Маска», «Остин Пауэрс: Шпион, который меня соблазнил» и «Немножко беременна». Среди других фильмов: «Свидание моей мечты», «Город счастья, штат Техас» и «Любовница» с Робертом Де Ниро в главной роли. В начале 2006 года появился в небольшой роли в фильме «Нас приняли!».

## Личная жизнь
Бэгли является открытым гомосексуалом. По словам самого Бэгли, из-за его ориентации его жизнь здорово осложнена. Так, в 1995 году из-за осложнений СПИДа умер его парень, с которым они, к тому моменту, прожили вместе уже 10 лет. 

## Фильмография

### Фильмы
| Год  | Русское название                            | Оригинальное название                 | Роль                   | Прим.                  |
| ---- | ------------------------------------------- | ------------------------------------- | ---------------------- | ---------------------- |
| 1992 | Любовница                                   | Mistress                              | Студент Митча          |                        |
| 1994 | Маска                                       | The Mask                              | Ирв Рипли              |                        |
| 1995 | Чокнутая нянька                             | The Crazysitter                       | Мистер Уайт            |                        |
| 1998 | Ворона                                      | The Chosen One: Legend of the Raven   | Рики Дин               | Direct-to-video        |
| 1999 | Город счастья, штат Техас                   | Happy, Texas                          | Дэвид                  |                        |
| 1999 |                                             | Turkey. Cake.                         | Пит                    | Короткометражный фильм |
| 1999 | Остин Пауэрс: Шпион, который меня соблазнил | Austin Powers: The Spy Who Shagged Me | Дружелюбный отец       |                        |
| 2001 | Подсос                                      | The Fluffer                           | Алан Дизер             |                        |
| 2004 | Послезавтра                                 | The Day After Tomorrow                | Томми Левинсо          |                        |
| 2005 | Рассказчик                                  | The Storyteller                       | Пит                    |                        |
| 2006 |                                             | The Enigma with a Stigma              | Кен Полк               |                        |
| 2006 | Нас приняли!                                | Accepted                              | Зам. директора Мэттьюс |                        |
| 2006 | Свидание моей мечты                         | Employee of the Month                 | Глен Гэри              |                        |
| 2007 | Люди Иисуса                                 | Jesus People                          | Род Кармайкл           |                        |
| 2007 |                                             | Totally Baked: A Pot-U-Mentary        | Расти Полтен           |                        |
| 2007 |                                             | The Captain                           | Капитан                |                        |
| 2007 | Немножко беременна                          | Knocked Up                            | Доктор Пеллагрино      |                        |
| 2007 |                                             | Goldfish                              | Мистер Дженкинс        |                        |
| 2007 | Взлёты и падения: История Дьюи Кокса        | Walk Hard: The Dewey Cox Story        | Инженер                |                        |
| 2009 | В поисках блаженства                        | Finding Bliss                         | Алан Балабан           |                        |
| 2009 |                                             | Jesus People: The Movie               | Род Кармайкл           |                        |
| 2009 |                                             | Wig                                   | Кент                   |                        |
| 2009 | Кевин Нилон: Теперь услышь меня             | Kevin Nealon: Now Hear Me Out!        | Мужчина в конюшне      |                        |
| 2010 | Адский эндшпиль                             | Operation: Endgame                    | Карл                   |                        |
| 2012 | Любовь по-взрослому                         | This Is 40                            | Доктор Пеллагрино      |                        |
| 2017 | Зло внутри                                  | The Evil Within                       | Пит                    |                        |
| 2018 | Только люди                                 | Only Humans                           | Дэн                    |                        |
| 2018 | Калифорния                                  | Fishbowl California                   | Вуди                   |                        |
| 2019 | Родство                                     | Otherhood                             | Майлс                  |                        |
| 2023 |                                             | Howdy, Neighbor!                      | Велл Кантрелл          |                        |

### Телевидение
| Год                  | Русское название                           | Оригинальное название                                                | Роль                              | Прим.                                           |
| -------------------- | ------------------------------------------ | -------------------------------------------------------------------- | --------------------------------- | ----------------------------------------------- |
| 1993                 | Тренер                                     | Coach                                                                | Кузен Рой                         | Эпизод: «Christmas of the Van Damned»           |
| 1994                 | Диагноз: убийство                          | Diagnosis: Murder                                                    | Допрашивающий / Лэнс              | 2 эпизода                                       |
| 1995                 |                                            | Howie Mandel’s Sunny Skies                                           | Разные персонажи                  | 2 эпизода                                       |
| 1995                 | Сайнфелд                                   | Seinfeld                                                             | Ивен Фейн                         | Эпизод: «The Maestro»                           |
| 1995                 |                                            | Night Stand with Dick Dietrick                                       | Марвин / Хьюби                    | 2 эпизода                                       |
| 1995-1996            | Хоуп и Глория                              | Hope & Gloria                                                        | Эд                                | 3 эпизода                                       |
| 1996                 | Крылья                                     | Wings                                                                | Люк                               | Эпизод: «Sons and Lovers»                       |
| 1996                 | Няня                                       | The Nanny                                                            | Бортпроводник                     | Эпизод: «A Pup in Paris»                        |
| 1996                 | Третья планета от Солнца                   | 3rd Rock from the Sun                                                | Фрэнк                             | Эпизод: «Hotel Dick»                            |
| 1997                 | Эллен                                      | Ellen                                                                | Винодел                           | Эпизод: «Makin' Whoopie»                        |
| 1997                 |                                            | Moloney                                                              | Коллин                            | Эпизод: «Damage Control»                        |
| 1997                 | Скорая помощь                              | ER                                                                   | Арчи Пэпион                       | Эпизод: «Whose Appy Now?»                       |
| 1997                 | Шоу Джеффа Фоксуорти                       | The Jeff Foxworthy Show                                              | DMV Man                           | Эпизод: «Foxworthy Shall Rise Again»            |
| 1998                 |                                            | The Closer                                                           | Брат Ксавье                       | Эпизод: «The Rebound»                           |
| 1999                 | Непредсказуемая Сьюзан                     | Suddenly Susan                                                       | Дон                               | Эпизод: «Sometimes You Feel Like a Nut»         |
| 1999                 | Секретные материалы                        | The X-Files                                                          | Горди                             | Эпизод: «Arcadia»                               |
| 2000                 | V.I.P.                                     | V.I.P.                                                               | Ренард Бовуар                     | Эпизод: «Miss Con-Jeannie-Ality»                |
| 2000                 | Сабрина — маленькая ведьма                 | Sabrina, the Teenage Witch                                           | Мистер Корнуоллис                 | Эпизод: «The End of an Era»                     |
| 2000                 | Умерь свой энтузиазм                       | Curb Your Enthusiasm                                                 | Продавец обуви                    | Эпизод: «Ted and Mary»                          |
| 2000-2001            |                                            | Strip Mall                                                           | Дуайт                             | 22 эпизода                                      |
| 2000-2006; 2018—2020 | Уилл и Грейс                               | Will & Grace                                                         | Ларри                             | 17 эпизодов                                     |
| 2001                 |                                            | One on One                                                           | Фантом                            | Эпизод: «Phantom Menace»                        |
| 2001                 | Дарма и Грег                               | Dharma & Greg                                                        | Нельсон                           | Эпизод: «Wish We Weren’t Here»                  |
| 2002                 | Слишком мало времени                       | So Little Time                                                       | Агент по недвижимости             | Эпизод: «The Flat Tire»                         |
| 2002                 | Суд                                        | The Court                                                            | Грегг Уиллис                      | 5 эпизодов                                      |
| 2003                 |                                            | Hidden Hills                                                         | Стивен Хэйли                      | 2 эпизода                                       |
| 2003                 |                                            | I’m with Busey                                                       |                                   | Эпизод: «Learning and Knowledge»                |
| 2003                 |                                            | Wanda at Large                                                       | Билл                              | Эпизод: «Where’s Roger?»                        |
| 2003-2007            | Как сказал Джим                            | According to Jim                                                     | Тим Девлин                        | 4 эпизода                                       |
| 2004                 | Лас-Вегас                                  | Las Vegas                                                            | Стэн Путаска                      | Эпизод: «You Can’t Take It with You»            |
| 2004                 |                                            | Pilot Season                                                         | Джек Хитинг                       | Мини-сериал, 2 эпизода                          |
| 2004                 |                                            | Wanda Does It                                                        | Тим Брюер                         | 6 эпизодов                                      |
| 2004                 |                                            | Memron                                                               | Доктор Шу                         | Телефильм                                       |
| 2004-2007            | Король Квинса                              | The King of Queens                                                   | Найл / Гленн                      | 4 эпизода                                       |
| 2004-2009            | Детектив Монк                              | Monk                                                                 | Гарольд Креншоу                   | 9 эпизодов                                      |
| 2005                 | Седьмое небо                               | 7th Heaven                                                           | Отец Винсента                     | 2 эпизода                                       |
| 2005                 | Отец прайда                                | Father of the Pride                                                  | Озвучка                           | Эпизод: «Stage Fright»                          |
| 2005                 | Джоуи                                      | Joey                                                                 | Леонард                           | Эпизод: «Joey and the House»                    |
| 2005                 |                                            | Stephen’s Life                                                       | Дик Силвер                        | Телефильм                                       |
| 2006                 | Комната                                    | The Room                                                             | Бен Акерман                       | Телефильм                                       |
| 2006-2007            | Помоги мне, помоги себе                    | Help Me Help You                                                     | Пет Уайнер                        | 2 эпизода                                       |
| 2006-2009            | Спасибо за покупку                         | 10 Items or Less                                                     | Дон Бэгли                         | 3 эпизода                                       |
| 2007                 | Новые приключения старой Кристин           | The New Adventures of Old Christine                                  | Доктор Майк                       | Эпизод: «Sleepless in Mar Vista»                |
| 2007                 | Джимми Киммел в прямом эфире               | Jimmy Kimmel Live!                                                   | Капитан                           | «July 19, 2007»                                 |
| 2007                 |                                            | The Minor Accomplishments of Jackie Woodman                          | Дин                               | Эпизод: «Dykes Like Us»                         |
| 2007                 |                                            | Case Closed                                                          | Эрни                              | Телефильм                                       |
| 2008                 |                                            | Miss Guided                                                          | Питер                             | 2 эпизода                                       |
| 2008                 | Отчаянные домохозяйки                      | Desperate Housewives                                                 | Доктор Вагнер                     | Эпизод: «Mirror, Mirror»                        |
| 2008                 | Мёртвые до востребования                   | Pushing Daisies                                                      | Полковник Ликкин                  | Эпизод: «Comfort Food»                          |
| 2008                 |                                            | Precious Meadows                                                     | Гордон Кэрролл                    | Телефильм                                       |
| 2008-2013            | Интернет-терапия                           | Web Therapy                                                          | Ричард Прэтт                      | 3 эпизода                                       |
| 2009                 |                                            | Me First!                                                            | Джеффри Уайз                      |                                                 |
| 2009                 | Кэт и Ким                                  | Kath & Kim                                                           | Клод                              | Эпизод: «Home»                                  |
| 2009                 | Саутленд                                   | Southland                                                            | Стэнли Сидельски                  | Эпизод: «Two Gangs»                             |
| 2009                 | Шоу Дика Трейси                            | Dick Tracy Special                                                   | Охранник                          | Телефильм                                       |
| 2010                 | Гори в аду шоу                             | Funny or Die Presents…                                               | Мистер Штерн                      | Эпизод: #1.3                                    |
| 2010                 | Преднамеренная случайность                 | Accidentally on Purpose                                              | Гэвин                             | Эпизод: «Speed: Part 2»                         |
| 2010                 | Тру Джексон                                | True Jackson, VP                                                     | Эдвард 'Эд' Уилер                 | Эпизод: «True Drive»                            |
| 2010-2011            | Перлы моего отца                           | $#*! My Dad Says                                                     | Тим                               | 3 эпизода                                       |
| 2010-2012            | Красотки в Кливленде                       | Hot in Cleveland                                                     | Ларри                             | Эпизод: «Pilot»                                 |
| 2011                 | Бесстыжие                                  | Shameless                                                            | Майк                              | Эпизод: «Casey Casden»                          |
| 2011                 | Гримм                                      | Grimm                                                                | Почтальон                         | Эпизод: «Pilot»                                 |
| 2011-2015            | Интернет-терапия                           | Web Therapy                                                          | Ричард Прэтт                      | Основной актёрский состав                       |
| 2012                 | Танцевальная лихорадка!                    | Shake It Up                                                          | Директор Рабинофф                 | Эпизод: «Protest It Up»                         |
| 2013                 | Скорострел                                 | Quick Draw                                                           | Додж                              | Эпизод: «Railroad Spur»                         |
| 2013                 | Zомбилэнд                                  | Zombieland                                                           | Эйнсли                            | Эпизод: «Pilot»                                 |
| 2013                 | Рок-н-ролл на выезде                       | Wedding Band                                                         | Рэнди Ли                          | Эпизод: «Personal Universe»                     |
| 2013                 | Счастливо разведённые                      | Happily Divorced                                                     | Майкл                             | Эпизод: «Peter’s Boyfriend»                     |
| 2013                 | Пенсильвания-авеню, 1600                   | 1600 Penn                                                            | Мистер Норгел                     | Эпизод: «Live from the Lincoln Bedroom»         |
| 2013                 | Бен и Кейт                                 | Ben and Kate                                                         | Мистер Карутерс                   | Эпизод: «Father-Daughter Dance»                 |
| 2013                 |                                            | Trainers                                                             | Клиент                            | Эпизод: «The Predicament»                       |
| 2013                 | Две девицы на мели                         | 2 Broke Girls                                                        | Деннис Эндикотт III               | Эпизод: «And the Window of Opportunity»         |
| 2013                 | Управление гневом                          | Anger Management                                                     | Зак                               | Эпизод: «Charlie Gets the Party Started»        |
| 2013                 | Лига                                       | The League                                                           | Мистер Браунер                    | 2 эпизода                                       |
| 2014                 | Папаши                                     | Dads                                                                 | Кен                               | Эпизод: «Bully Gene»                            |
| 2014                 | Кёрсти                                     | Kirstie                                                              | Грабитель                         | Эпизод: «When They Met»                         |
| 2014                 | Душа человека                              | The Soul Man                                                         | Фредерик                          | Эпизод: «Moving on Up»                          |
| 2014                 | Очень плохая училка                        | Bad Teacher                                                          | Грег                              | Эпизод: «Divorced Dudes»                        |
| 2014                 | Молодые и голодные                         | Young & Hungry                                                       | Проповедник                       | Эпизод: «Young & Thirty (and Getting Married!)» |
| 2014                 | Возвращение                                | The Comeback                                                         | Фрэнк                             | Эпизод: «Valerie Is Taken Seriously»            |
| 2014-2016            | Ты — воплощение порока                     | You’re the Worst                                                     | Социальный работник               | 2 эпизода                                       |
| 2015                 | Плохая судья                               | Bad Judge                                                            |                                   | Эпизод: «Naked and Afraid»                      |
| 2015                 | Эпизоды                                    | Episodes                                                             | Другой инспектор                  | Эпизод: «Episode Two»                           |
| 2015                 | Трудоголики                                | Workaholics                                                          | Скотт                             | Эпизод: «Gayborhood»                            |
| 2015                 | Кристела                                   | Cristela                                                             | Мистер Латроп                     | Эпизод: «Gifted and Talented»                   |
| 2015                 | Хор                                        | Glee                                                                 | Учитель начальных классов         | Эпизод: «Dreams Come True»                      |
| 2015                 | Твоя семья или моя                         | Your Family or Mine                                                  | Медбрат                           | Эпизод: «Christmas in July»                     |
| 2015                 |                                            | Hot Girl Walks By                                                    | Джеффри                           | Эпизод: «Visitors in a Hospital»                |
| 2015                 | Мистер Робинсон                            | Mr. Robinson                                                         | Далтон                            | 5 эпизодов                                      |
| 2015                 | Очевидное                                  | Transparent                                                          | Организатор свадеб                | Эпизод: «Kina Hora»                             |
| 2015-2022            | Грейс и Фрэнки                             | Grace and Frankie                                                    | Питер                             | Эпизодическая роль, 32 эпизода                  |
| 2016-2019            | Училки                                     | Teachers                                                             | Директор Тоби Пирсон              | Эпизодическая роль, 37 episodes                 |
| 2016                 | Папочка                                    | Baby Daddy                                                           | Стэнли Дексенберри                | Эпизод: «Not So Great Grandma»                  |
| 2016                 | Новенькая                                  | New Girl                                                             | Лорн                              | Эпизод: «House Hunt»                            |
| 2016                 | Мамаша                                     | Mom                                                                  | Доктор ЛаСалле                    | Эпизод: «Xanax and a Baby Duck»                 |
| 2018                 | Однажды за один раз                        | One Day at a Time                                                    | Генри                             | Эпизод: «Citizen Lydia»                         |
| 2018                 | Розанна                                    | Roseanne                                                             | Джонатан                          | Эпизод: «Netflix and Pill»                      |
| 2019                 | Благослови этот бардак                     | Bless This Mess                                                      | Джимми                            | Эпизод: «The Chicken and the Goat»              |
| 2019                 | Гранд-отель                                | Grand Hotel                                                          | Джордж                            | Эпизод: «Groom Service»                         |
| 2019                 | Дом Рэйвен                                 | Raven’s Home                                                         | Судья Джованни                    | Эпизод: «Disorder in the Court»                 |
| 2020                 | ЭйДжей и королева                          | AJ and the Queen                                                     | Ллойд Джонсон                     | Эпизод: «Mt. Juliet»                            |
| 2020                 | Всё схвачено                               | Man with a Plan                                                      | Артур                             | Эпизод: «Driving Miss Katie»                    |
| 2020                 | Третья положительная                       | B Positive                                                           | Министер                          | Эпизод: «Pilot»                                 |
| 2021                 | Позвоните маме                             | Call Your Mother                                                     | Хэнк                              | Эпизод: «Sunday Dinner»                         |
| 2021                 | Моя весёлая тётя                           | Chicago Party Aunt                                                   |                                   | Эпизод: «Halloweener Circle» (voice)            |
| 2021-2022            | Зовите меня Кэт                            | Call Me Kat                                                          | Уайатт                            | Эпизодическая роль, 7 эпизодов                  |
| 2021-наст. время     | Великий север                              | The Great North                                                      | Директор Гиббонс                  | Эпизодическая роль, 13 эпизодов (озвучка)       |
| 2022                 | Женщина в доме напротив девушки в окне     | The Woman in the House Across the Street from the Girl in the Window | Работник школы                    | Эпизод 4                                        |
| 2022                 | В ударе                                    | Killing It                                                           | Мистер Фрэнкс                     | Эпизод: «Pilot»                                 |
| 2023                 | Всемирная история, часть 2                 | History of the World, Part II                                        | Доктор                            | Эпизод: «V»                                     |
| 2023                 | Кто-то где-то                              | Somebody Somewhere                                                   | Брэд Шрёдер                       | Эпизодическая роль, 6 эпизодов                  |
| 2023                 | Американец китайского происхождения        | American Born Chinese                                                | Джон                              | Эпизод: «A Monkey on a Quest»                   |
| 2023                 | И просто так                               | And Just Like That…                                                  | Грег                              | Эпизод: «Chapter Three»                         |
| 2023                 | События прошедшей недели с Джоном Оливером | Last Week Tonight                                                    | HOA юрист, начальник Dollar Store | 2 эпизода                                       |
| 2024                 | Идеальная пара                             | The Perfect Couple                                                   | Роджер Пелтон                     |                                                 |